# Поночовний Ігор Миколайович
Поночовний Ігор Миколайович (нар. 7 жовтня 1987, с. Острів, Рокитнянський район, Київська область) — український правознавець, юрист, керівник прокуратури Автономної Республіки Крим та міста Севастополя, старший радник юстиції.

## Освіта
- 2009 — закінчив Національний юридичний університет імені Ярослава Мудрого.

## Кар'єра
Свій кар’єрний шлях розпочав у 2009 році з посади помічника прокурора Дарницького району міста Києва.
З 2009 по 2012 роки працював на посадах старшого прокурора і старшого слідчого прокуратури Подільського району міста Києва.
З листопада 2012 року до липня 2014 року перебував на посадах старшого слідчого і слідчого в особливо важливих справах слідчого відділу прокуратури міста Києва.
У липні 2014 року призначений на посаду заступника прокурора Оболонського району міста Києва, яку обіймав до жовтня 2015 року.
З жовтня 2015 року до грудня 2016 — заступник начальника слідчого відділу управління з розслідування кримінальних проваджень слідчими органів прокуратури та процесуального керівництва прокуратури м. Києва.
У грудні 2016 року призначений на посаду начальника управління з розслідування кримінальних проваджень слідчими органів прокуратури та процесуального керівництва прокуратури Полтавської області.
Через рік, у грудні 2017 року, розпочав роботу в прокуратурі Автономної Республіки Крим. Спочатку — на посаді заступника начальника управління з розслідування кримінальних проваджень слідчих органів прокуратури та процесуального керівництва. Надалі очолив управління нагляду в кримінальному провадженні.
З червня 2018 року — заступник прокурора Автономної Республіки Крим.
22 жовтня 2019 року Ігоря Поночовного наказом Генерального прокурора призначено на посаду прокурора Автономної Республіки Крим.
10 вересня 2020 року наказом Генерального прокурора призначено на посаду керівника прокуратури АР Крим та м. Севастополя.

## Публічні виступи
- Ігор Поночовний: Головна ціль Москви — заселити окупований Крим росіянами [Архівовано 27 жовтня 2020 у Wayback Machine.]
- Амністія не для всіх: яким буде перехідне правосуддя на Донбасі і у Криму [Архівовано 24 жовтня 2020 у Wayback Machine.]
- Зламаний механізм: чому не запрацювало заочне правосуддя в Україні [Архівовано 27 жовтня 2020 у Wayback Machine.]
- Поклонська своїм інтерв'ю зняла ризики недотримання її права на захист, її звернення до ЄСПЛ не матиме сенсу — прокурор АРК [Архівовано 23 жовтня 2020 у Wayback Machine.]
- Back in the USSR. Як змінюється Крим під російською окупацією. Спецпроєкт [Архівовано 26 жовтня 2020 у Wayback Machine.]
- Прокуратура та СБУ створюють реєстр іноземців, які незаконно їздили в Крим [Архівовано 24 жовтня 2020 у Wayback Machine.]
- Демографічні зміни в Криму наразі є головною метою Кремля – голова прокуратури АРК [Архівовано 14 лютого 2022 у Wayback Machine.]
- Привласнення Росією "Масандри" є воєнним злочином – очільник прокуратури АРК [Архівовано 30 грудня 2021 у Wayback Machine.]
- Ігор Поночовний: Основна мета репресій Росії у Криму — колонізація півострова і зміна складу населення [Архівовано 21 грудня 2020 у Wayback Machine.]
- Ігор ПОНОЧОВНИЙ: «На державному рівні необхідно посилити комунікацію із жителями півострова» [Архівовано 28 листопада 2020 у Wayback Machine.]

## Нагороди та відзнаки
- За вагомі особисті досягнення у професійній діяльності нагороджений нагрудним знаком «За сумлінну службу в органах прокуратури»[1].
- Відзначений заохоченнями Генерального прокурора, керівниками прокуратур міста Києва, Полтавської області та Автономної Республіки Крим, нагрудними знаками Служби безпеки України, Української асоціації прокурорів та Союзу юристів України.